# Tibioploides eskovianus
Tibioploides eskovianus är en spindelart som beskrevs av Saito och Ono 200. Tibioploides eskovianus ingår i släktet Tibioploides och familjen täckvävarspindlar. Inga underarter finns listade i Catalogue of Life.